# Kęty

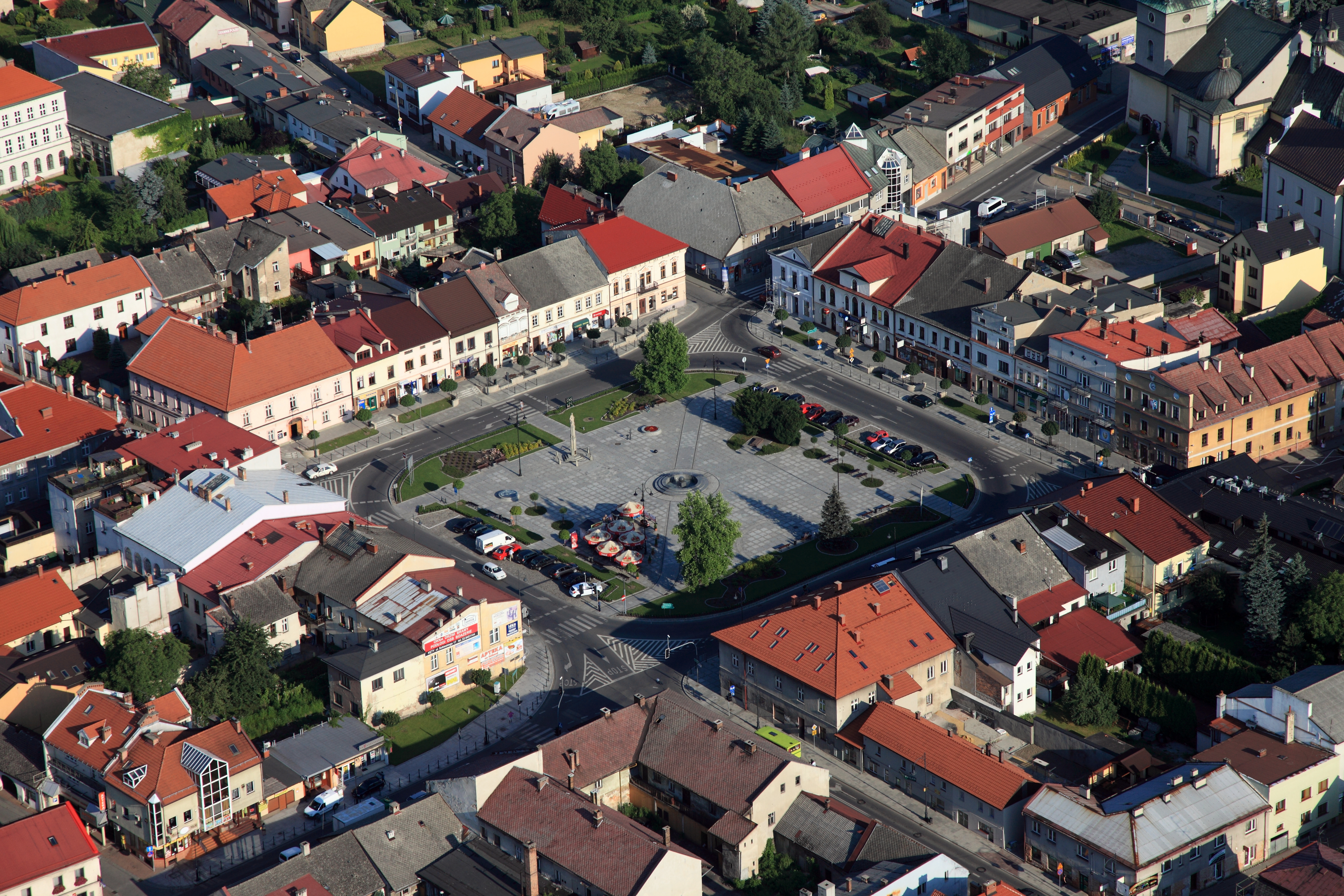
Rynek (Marktplatz) in Kęty

Kęty (deutsch Kenty; im Mittelalter Libenwerde, tschechisch Kúty) ist eine Stadt im Powiat Oświęcimski der Woiwodschaft Kleinpolen in Polen. Sie ist Sitz der gleichnamigen Stadt-und-Land-Gemeinde mit mehr als 34.000 Einwohnern.

## Geografie
Die Stadt liegt im Süden Polens am rechten Ufer der Soła mit dem Stadtteil Podlesie und dem Burgwald am linken Ufer. Sie ist Teil der Euroregion Beskydy. Kęty liegt etwa 35 Kilometer von den Staatsgrenzen zur Slowakei im Süden und zu Tschechien im Westen entfernt in einem Dreiländereck zwischen Polen und diesen Nachbarländern.
Die Nachbarorte sind Nowa Wieś im Norden, Witkowice im Nordosten, Bulowice im Osten, Bujaków, Kobiernice und Czaniec im Süden, Kozy im Südwesten, sowie Pisarzowice und Hecznarowice im Westen.

## Geschichte
Im Jahre 1242 war das heutige Kęty als „Canthi“ erstmals urkundlich erwähnt, später als Kantki (1277) Libinwerde (1368), Libenwerde (1391), Chanthy (1427), Kanthi alias Libenwerd (1429), Kenthi (1504), Kutty (in der tschechischen Schreibweise, 1548). Auf den Karten aus dem frühen 19. Jahrhundert kann man einen Rundling östlich des heutigen Marktplatz erkennen. Im Jahr 1277 bekam der Ort im Herzogtum Oppeln Stadtrecht. Ab 1290 lag sie im Herzogtum Teschen und seit 1315 im Herzogtum Auschwitz. 1391 wurde das Stadtrecht nach Magdeburger Recht bestätigt. Der Ortsname ist von der örtlichen polnischen Mundart beeinflusst, in der der Name Kąty (vergleiche kąt – Ecke, im Sinne abgeschiedener Ort) als Kenty oder Kęty ausgesprochen wurde. Der deutsche Name Liebenwerde (polnisches Äquivalent Miłobądz) ist mit dem höheren Anteil, falls nicht der Mehrheit, deutscher Bewohner um 1400 verbunden (wie urkundlich belegte Peter Gleczer, Peter Honnig, Martin Schneider), als es wahrscheinlich ein Teil der Bielitzer Sprachinsel war. Der Name wurde nicht mehr nach den Hussitenkriegen benutzt. Im Jahre 1457 wurde das Herzogtum Auschwitz vom polnischen König abgekauft.
Das erste Mal wurde 1446 von einer Schule berichtet. 1564 wurde Kęty als der bevölkerungsreichste Ort (über 1000 Einwohner) des neuen Kreises Schlesien der Woiwodschaft Krakau an das Königreich Polen, ab 1569 die polnisch-litauische Adelsrepublik, völlig inkorporiert. 1623 und erneut 1652 wütete die Pest in Kęty. Im Zweiten Nordischen Krieg wurde die Stadt 1655 stark verwüstet. Zwei Jahre später erfolgte eine weitere Zerstörung; ein Stadtbrand vernichtete große Teile des Ortes.
Bei der Ersten Teilung Polens kam Kęty 1772 zu Österreich. Im Jahr 1780 begann der Bau einer neuen Chaussee von Wien nach Lemberg (später die erste Kaiser-Chaussee bzw. Reichsstraße, auch Wiener Postroute oder Wiener Haupt Comercial Strasse, heute DK52 in Kęty) und im nächsten Jahr wurde die erste Strecke bis Bochnia eröffnet. 1780 wurde der Sitz des Kreisdistriktes Zator in Kęty verlegt. Ab 1782 gehörte die Stadt zum Myslenicer Kreis (1819 mit dem Sitz in Wadowice). Nach der Aufhebung der Patrimonialherrschaften wurde es zum Sitz eines Gerichtsbezirkes im Bezirk Biała. Am 28. Juni 1797 kam es zum größten Stadtbrand der Ortsgeschichte. Als Reaktion darauf wurde die Errichtung von Holzhäusern verboten. Während des Dritten Koalitionskrieges zogen 1805 russische Truppen zur Unterstützung des österreichischen Heeres gegen Napoléon durch Kęty. Am 26. August 1813 zerstörte eine Flut Teile der Stadt. 1874 entstand die Freiwillige Feuerwehr. Der Anschluss an das Schienennetz erfolgte im Jahr 1888. 
Am Ende des Ersten Weltkrieges kam der Ort zum wiederentstandenen Polen. Im September 1939 erfolgte die Besetzung durch die deutsche Wehrmacht. Es gehörte danach zum Landkreis Bielitz im Regierungsbezirk Kattowitz in der Provinz Schlesien (seit 1941 Provinz Oberschlesien). Am 28. Januar 1945 erreichten Truppen der 38. Armee der 4. Ukrainischen Front die Stadt. In der Folge kam der Ort zur Volksrepublik Polen.

### Religionen

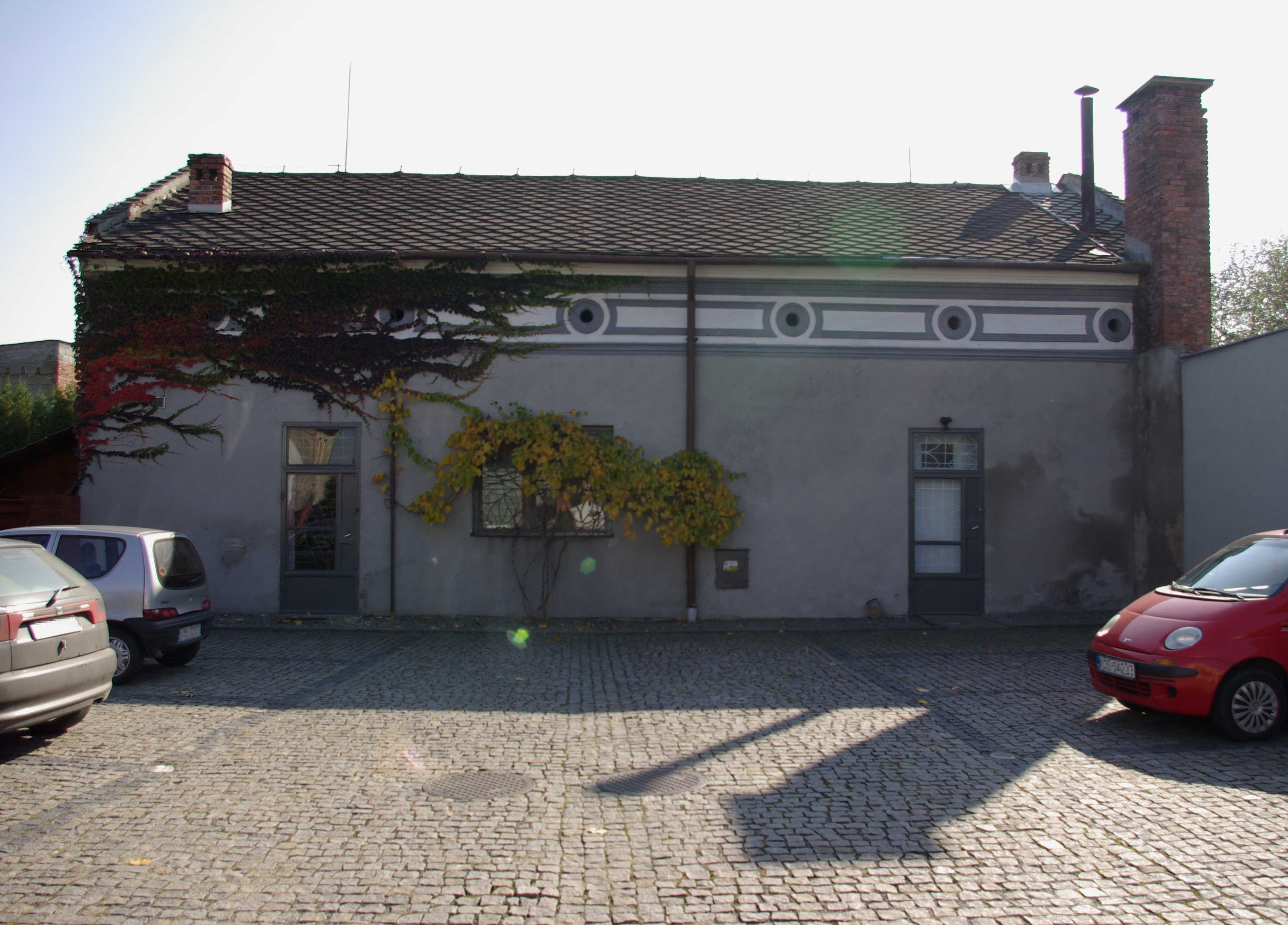
Ehemalige Anszei-Emes-Synagoge, 2010

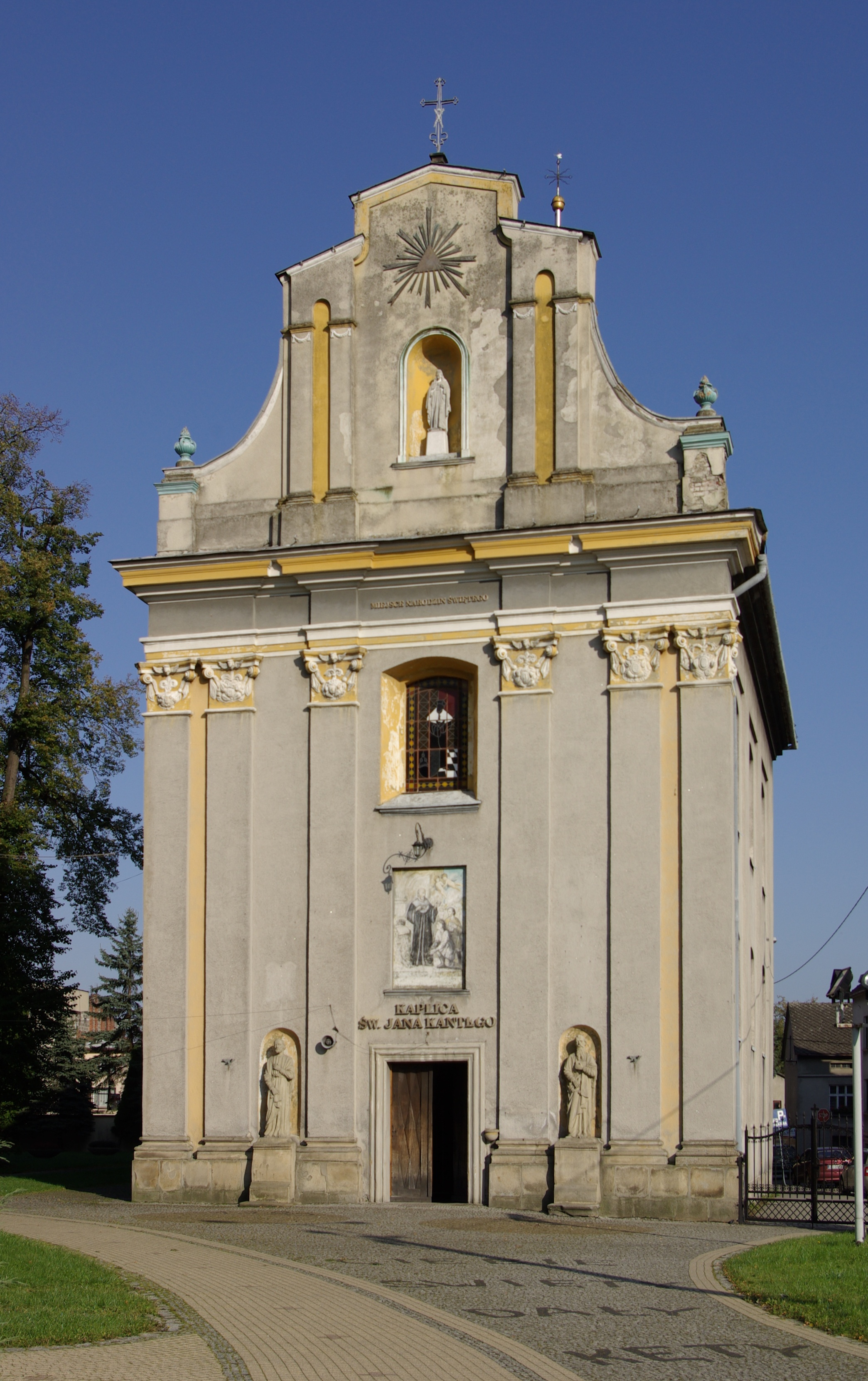
St.-Johannes-Cantius-Kapelle, 2010

Zwischen 1871 und 1881 entstanden zwei Synagogen. Eine wurde 1941 von den Nationalsozialisten zerstört, die zweite steht noch heute an der Straße ul. Krakowska. 1871 gab es 66 Juden in der Stadt, 1880 war die Zahl auf 495 gestiegen. 1921 wurden 329 Juden in der Stadt gezählt, 1938 600. (siehe auch: Jüdischer Friedhof (Kęty))
1871 lebten 13 Protestanten im Ort, 1880 waren es 10.

### Einwohnerentwicklung
Nachfolgend die graphische Darstellung der Einwohnerentwicklung.

## Wappen
Das heute verwendete Wappen wurde 1793 offiziell eingeführt.

## Kultur und Sehenswürdigkeiten

### Museen

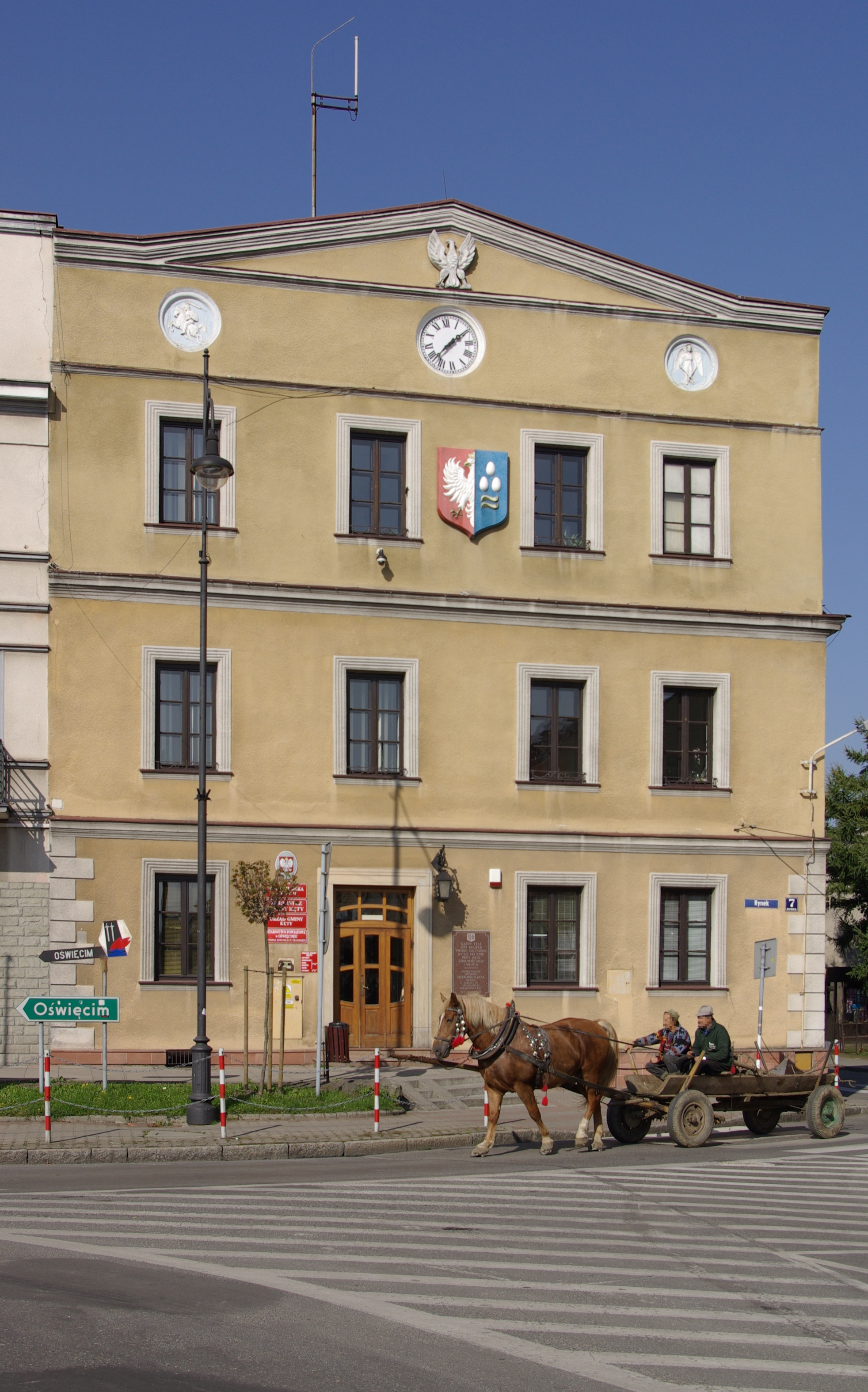
Magistrat (Rathaus), 2010

- Das Aleksander-Kłosiński-Museum ist das historische Museum der Stadt. Die Grundlage für das Museum legte der Namensgeber mit seiner Sammlung von alten Gegenständen die nach seinem Tod der Stadt gespendet wurden.[9]

### Bauwerke
- Die Kirche der Heiligen Margareta und der heiligen Katharina (Kościół parafialny pw. św. Małgorzaty i Katarzyny) wurde im 14. Jahrhundert errichtet und 1685 im Stil des Barock umgebaut.
- Die St.-Johannes-Cantius-Kapelle (Kaplica św. Jana Kantego) ist ebenfalls ein barockes Gebäude. Errichtet wurde sie 1648, 1715 erfolgte ein Umbau.
- Kirche und Kloster der reformierten Franziskaner (Kościół i klasztor oo. Franciszkanów Reformatów) wurden zwischen 1705 und 1712 errichtet.
- Das Kloster der Versammlung der Schwestern des auferstandenen Herrn (Klasztor Zgromadzenia Sióstr Zmartwychwstania Pańskiego) entstand im 19. Jahrhundert.
- Das neugotische Kloster der Klarissen von der Ewigen Anbetung (Klasztor Sióstr Klarysek od Wieczystej Adoracji) wurde zwischen 1890 und 1893 errichtet.

## Gemeinde
Die Stadt-und-Land-Gemeinde (gmina miejsko-wiejska) Kęty hat eine Fläche von 75,79 km² auf der mehr als 34.000 Menschen leben. Zur Gemeinde gehören die Stadt und sechs Dörfer mit Schulzenämtern.

## Verkehr
Durch Kęty führt die Landesstraße 52 von Bielsko-Biała, etwa 12 Kilometer westlich, nach Andrychów, etwa 8 Kilometer östlich, und weiter nach Głogoczów, welches zehn Kilometer südlich von Krakau liegt.
Die nächsten internationalen Flughäfen sind der Flughafen Katowice, welcher 40 Kilometer nördlich liegt und der Flughafen Johannes Paul II. Krakau-Balice etwa 45 Kilometer nordöstlich.

## Söhne und Töchter der Stadt

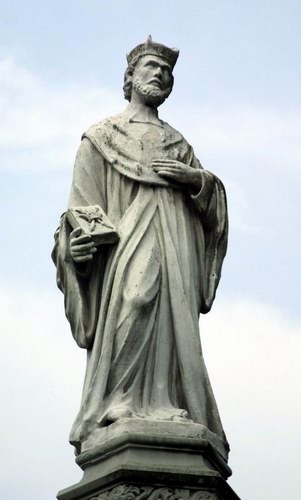
Statue von Johannes von Krakau auf dem Rynek (Marktplatz)

- Johannes von Krakau (polnisch Jan Kanty, 1390–1473), Heiliger, Priester der Diözese Krakau, Theologieprofessor an Jagiellonen-Universität
- Antoni Hawełka (1840–1894), polnischer Kaufmann und Gastronom
- Aleksander Kłosiński (1892–1974), Kürschner und Historiker
- Adam Dyczkowski (1932–2021), römisch-katholischer Bischof von Zielona Góra-Gorzów
- Andrzej Piechaczek (1937–2006), Radrennfahrer
- Paweł Graś (* 1964), Politiker, Abgeordneter des Sejm
- Janusz Chwierut (* 1965), Politiker, Abgeordneter des Sejm